# Bjarni Friðriksson
Bjarni Friðriksson, född den 29 maj 1956, är en isländsk judoutövare.
Han tog OS-brons i herrarnas halv tungvikt i samband med de olympiska judotävlingarna 1984 i Los Angeles.